# スジゲンゴロウ
スジゲンゴロウ（Hydaticus satoi または Prodaticus satoi）は、コウチュウ目ゲンゴロウ科ゲンゴロウ亜科シマゲンゴロウ属の水生昆虫。
インドから東南アジア、中国などに生息している。かつては日本でも本州（関東地方）以西の平野部で普通に見られる種だったが、高度経済成長に伴う生息環境破壊により日本国内からは急速に姿を消し、2012年の第4次環境省レッドリスト改訂で絶滅種に選定されている。

## 形態
体型はやや長めの卵型で体長12 - 14.5 mm、もしくは12 - 15 mm。背面はやや盛り上がり、大部分が光沢を伴う黒色だが、頭部前半・前胸背両側は黄色く、一様に小さい点刻がある。上翅両側には前胸背両側から連続して黄色 - 黄褐色の縦条（筋）2本があり、中央よりやや後方で2本が合流して後翅端付近まで伸びている。腹面・脚は赤褐色。
本種が属するシマゲンゴロウ属 Hydaticus Leach, 1817 は世界中にて約100種（うち日本産は本種を含め8種）が記録されており、同属のシマゲンゴロウ H. bowringii Clark, 1864 は前胸背のほぼ全体が黄色く（後縁は黒色）、上翅基部に1対の黄褐色紋がある。また屋久島以南の南西諸島に分布するオキナワスジゲンゴロウ H. vittatus (Fabricius, 1775) は上翅両側の2縦条が中央前方で合一する点で区別できる。

## 分類
本種はITISでは Hydaticus satoi Wewalka, 1975 として掲載されており、森・北山 (2002) および中島・林・石田・北野 (2020) でもそれぞれ Hydaticus 属として掲載されているが、2009年には遺伝子の解析結果から Hydaticus 属を含むシマゲンゴロウ族 Hydaticini を Hydaticus 属と Prodaticus 属の2属へ再編成する学説が提唱されている。一方でNilsson & Hájek (2020) では Hydaticini 族を Hydaticus 属のみとし、Prodaticus は亜属とされている。
環境省では本種を絶滅種として掲載した第4次レッドリスト（2012年）より本種の学名を Hydaticus satoi から Prodaticus satoi に変更しており、2020年版レッドリストでも本種を Prodaticus satoi 、同属のオキナワスジゲンゴロウ（絶滅危惧II類）およびシマゲンゴロウ（準絶滅危惧）に関してもそれぞれ Prodaticus vittatus、Prodaticus bowringii として掲載している。

## 分布
南方系の種で、日本では主に関東地方以西の太平洋側に生息していた。国内では本州（関東以西）・四国・九州・南西諸島（トカラ列島中之島）で記録されていた。基準標本の産地は雲仙岳。
日本国外では朝鮮半島・中国・台湾・東南アジア・インド北東部に分布する。また別亜種 H. satoi dhofarensis Pederzani, 2003 はアラビア半島オマーンから新たに記載された。

## 生態
平野部 - 丘陵地の池沼・湿地・水田・休耕田に生息していた。生息に適した水域は比較的浅く、1年じゅう水が涸れず、水生植物が豊富で大型魚類・アメリカザリガニがいない環境とされる。
生態は解明が不十分だが、成虫・幼虫とも小動物を捕食する。成虫は水中で生活する肉食性昆虫で、灯火にも飛来し1年じゅう見られる。野生個体は5月上旬ごろから交尾を行うが、9月上旬にも交尾した記録がある。交尾時間は約1分間で、オス成虫はメス成虫の背中に前脚吸盤で貼り付いて交尾する。交尾後、メス成虫は6月中旬 - 7月中旬にかけて水生植物・固形物の表面に産卵する。メス成虫1頭が1シーズンに産卵する数は12 - 17個と考えられているが、これは1シーズンにメス1頭が約50個産卵するとされる同属のオオイチモンジシマゲンゴロウ Hydaticus pacificus conspersus Regimbart, 1899 に比べてかなり少ない。
卵は5 - 6日程度で孵化する。幼虫も成虫と同じく水中で生活する肉食性昆虫で、ユスリカの幼虫（アカムシ）やカゲロウ・カワゲラの幼虫、ワラジムシ目のミズムシなど、成長に応じて自身の体長に見合った水生小動物を捕食する。幼虫は2回脱皮し、終齢幼虫（3齢幼虫）は夏季に上陸して岸辺の土中で蛹化する。蛹は土中の蛹室内で羽化し、産卵 - 新成虫の蛹室脱出までに要する期間は約35 - 36日である。

## 日本での保全状況
かつては平野部で普通に見られる種だったとされ、1950年代以前に採集された標本が多数残っているが、高度経済成長期の生息環境破壊で姿を消し、1970年代以降は明確な記録がない。環境省レッドリストでは2000年・2007年の改訂にて絶滅危惧I類（CR+EN）に選定され、2012年の改訂（第4次レッドリスト）で絶滅種として選定された。
急激な絶滅の要因には不明点が多いが、平野部に偏って分布する種だったため、生息地の消失・改変（宅地開発・水田の圃場整備・農法変化など）や1960年代の強力な農薬の大量散布、街灯設置などによる影響を強く受けたことが考えられる。特に農薬に対する感受性が非常に高かった可能性やメタ個体群構造の崩壊が急激な絶滅の要因として指摘されている。
石川県ふれあい昆虫館（石川県白山市）は海外産の本種個体を用いた人工繁殖に成功し、2017年11月11日から日本国内初となる生体展示を実施している。